# Woke Up Late
«Woke Up Late» — песня новозеландской группы Drax Project, выпущенная в ноябре 2017 года. Она достигла 15-го места в чарте New Zealand Singles Chart и была включена в их мини-альбом Noon.

## Предыстория
В сентябре 2019 года Drax Project перезаписал песню для Waiata / Anthems, коллекции перезаписанных новозеландских поп-песен для продвижения Недели языка маори. Новая версия, переименованная в «I Moeroa / Woke Up Late», содержала тексты, переосмысленные учёным Тимоти Карету. Эта версия достигла шестого места в чарте синглов новозеландских артистов. 25 апреля 2025 года была выпущена третья версия с участием малазийско-австралийской певицы Che’Nelle в рамках продвижения тура группы в Японии.

## Список композиций
| №  | Название       | Длительность |
| -- | -------------- | ------------ |
| 1. | «Woke Up Late» | 3:02         |

| №  | Название                             | Длительность |
| -- | ------------------------------------ | ------------ |
| 1. | «Woke Up Late» (Royale Avenue Remix) | 2:58         |

| №  | Название                    | Длительность |
| -- | --------------------------- | ------------ |
| 1. | «Woke Up Late» (Lash Remix) | 3:13         |

| №  | Название                            | Длительность |
| -- | ----------------------------------- | ------------ |
| 1. | «Woke Up Late» (Adam Trigger Remix) | 3:55         |

## Чарты

### Недельные чарты
| Чарт (2017–18)                     | Высшая позиция |
| ---------------------------------- | -------------- |
| Новая Зеландия (Recorded Music NZ) | 15             |

### Годовые чарты
| Чарт (2018)                     | Позиция |
| ------------------------------- | ------- |
| New Zealand (Recorded Music NZ) | 34      |

## Сертификации
| Регион                                                                      | Сертификация  | Продажи |
| --------------------------------------------------------------------------- | ------------- | ------- |
| Новая Зеландия (RMNZ)                                                       | 6× Платиновый | 180 000 |
| Данные о продажах + прослушиваниях приведены только на основе сертификации. |               |         |

## История релиза
| Регион    | Дата            | Формат                       | Версия                | Лейбл                     | Примечания |
| --------- | --------------- | ---------------------------- | --------------------- | ------------------------- | ---------- |
| Разные    | 16 марта 2018   | Цифровое скачивание стриминг | Оригинальная          | 300                       | [ 4 ]      |
| Австралия | 30 марта 2018   | Contemporary hit radio       | Оригинальная          | 300                       | [ 11 ]     |
| Разные    | 12 октября 2018 | Digital download streaming   | Royale Avenue Remix   | 300                       | [ 5 ]      |
| Разные    | 26 октября 2018 | Digital download streaming   | Lash Remix            | 300                       | [ 6 ]      |
| Разные    | 9 ноября 2018   | Digital download streaming   | Adam Trigger Remix    | 300                       | [ 7 ]      |
| США       | 5 февраля 2019  | Contemporary hit radio       | Оригинальная          | 300                       | [ 12 ]     |
| Разные    | 25 апреля 2025  | Цифровое скачивание стриминг | при участии Che’Nelle | Universal Music Australia | [ 13 ]     |

## Версия Drax Project и Хейли Стайнфелд
Дуэтная версия с участием американской актрисы и певицы Хейли Стайнфелд была выпущена 21 января 2019 года в качестве лид-сингла с группы дебютного студийного альбома.

### Предыстория
Группа сказала, что она «пересекла наши мысли, когда писали песню, как она может работать как дуэт — с женским голосом, говорящим о своей сторонеэ, и поэтому они обратились к Стайнфелд, так как им понравились её песни «Starving» и «Let Me Go». Сотрудничество произошло после того, как Drax Project гастролировала с певицей Камилой Кабельо. Член команды Кабельо хорошо дружил со Стайнфелд, и после того, как он показал ей песню, она полюбила её и попросила группу быть главной вокалисткой. iHeartRadio отметил, что песня «рассказывает историю о том, как спать допоздна после дикой ночи, понимая, что ты в чужом доме».
В марте 2019 года версия с участием Хейли Стайнфелд была показана в эпизоде сериала CBS «Новый агент Макгайвер». В мае 2019 года был выпущен ремикс на песню от Сэма Фелдта.

### Коммерческий успех
Дуэт-версия достигла 29-го места в чарте Mainstream Top 40, 18-го в Австралии и 35-го в Новой Зеландии.

### Музыкальный клип
Музыкальный клип вышел 9 апреля 2019 года на YouTube-канале. Режиссёром выступил Джонатон Сингер-Вайн, съёмки проходили в Лос-Анджелесе. В нём участвует американская ютубер Лайза Коши.

### Отзывы критико
Billboard назвал песню «шипучей поп-композицией» и похвалил как группу, так и «сладкие фальцеты» Стайнфелд. Idolator назвал песню «хитом» и «гимном» и сказал, что участие Стайнфелд «добавляет ещё одну перспективу к оде развивающимся отношениям». The Official Charts Company назвала Drax Project «темм, кого нужно посмотреть» и сказала, что композиция «даёт довольно хорошее впечатление об их общем звучании», которое она описала как «здоровую смесь поп-музыки, танца и хип-хопа»

### Список композиций
| №  | Название                                    | Длительность |
| -- | ------------------------------------------- | ------------ |
| 1. | «Woke Up Late» (featuring Hailee Steinfeld) | 3:01         |

| №  | Название                                                      | Длительность |
| -- | ------------------------------------------------------------- | ------------ |
| 1. | «Woke Up Late» (featuring Hailee Steinfeld) (Sam Feldt remix) | 3:16         |

### Чарты

#### Недельные чарты
| Чарт (2019)                     | Высшая позиция |
| ------------------------------- | -------------- |
| Австралия (ARIA)                | 18             |
| New Zealand (Recorded Music NZ) | 35             |
| США (Billboard Pop Airplay)     | 29             |

#### Годовые чарты
| Чарт (2019)                     | Позиция |
| ------------------------------- | ------- |
| Australia (ARIA)                | 40      |
| New Zealand (Recorded Music NZ) | 44      |

### Сертификации
| Регион                                                                      | Сертификация  | Продажи |
| --------------------------------------------------------------------------- | ------------- | ------- |
| Австралия (ARIA)                                                            | 5× Платиновый | 350 000 |
| Новая Зеландия (RMNZ)                                                       | 4× Платиновый | 120 000 |
| Данные о продажах + прослушиваниях приведены только на основе сертификации. |               |         |

### История релиза
| Регион | Дата           | Формат                       | Версия          | Лейбл | Примечания |
| ------ | -------------- | ---------------------------- | --------------- | ----- | ---------- |
| Разные | 21 января 2019 | Цифровое скачивание стриминг | Оригинальная    | 300   | [ 14 ]     |
| Разные | 2 мая 2019     | Цифровое скачивание стриминг | Sam Feldt Remix | 300   | [ 26 ]     |